# Sanguwatang
Sanguwatang is een bestuurslaag in het regentschap Purbalingga van de provincie Midden-Java, Indonesië. Sanguwatang telt 4421 inwoners (volkstelling 2010).